# ベン・ハロラン
ベンジャミン・”ベン”・ハロラン（Benjamin "Ben" Halloran 、1992年6月14日 - ）は、オーストラリア・クイーンズランド州ケアンズ出身のプロサッカー選手。元オーストラリア代表。ポジションは、MF・FW。
Jリーグ時代の登録名はベン・ハロラン、Kリーグ時代の登録名はベン（ハングル: 벤）。

## 経歴

### クラブ

#### デュッセルドルフ
2013年5月、40万ドルの移籍金でブリスベン・ロアーから2. ブンデスリーガのフォルトゥナ・デュッセルドルフに移籍。10月のSpVggグロイター・フュルト戦で移籍後初出場。右ウイングでフル出場し2-1の勝利に貢献した。

#### V・ファーレン長崎
2018年1月9日、JリーグのV・ファーレン長崎へ完全移籍。同年7月、家族の事情により両者合意の元で契約を解除した。

#### アデレード・ユナイテッド
2018年8月14日、アデレード・ユナイテッドFCに2年契約で移籍した。

#### FCソウル
2022年、韓国Kリーグ1のFCソウルと2年契約で移籍、しかし2試合の出場に留まりアジア枠の開放のため同年6月に契約を解除となった。

### 代表
2014 FIFAワールドカップ直前に行われた南アフリカとの強化試合でオーストラリア代表初キャップ。
その後の本大会では、グループリーグ全3試合に出場。チームは、グループリーグで敗退した。

## 個人成績
| 国内大会個人成績 | 国内大会個人成績 | 国内大会個人成績 | 国内大会個人成績 | 国内大会個人成績 | 国内大会個人成績 | 国内大会個人成績 | 国内大会個人成績  | 国内大会個人成績 | 国内大会個人成績 | 国内大会個人成績 | 国内大会個人成績 |
| 年度             | クラブ           | 背番号           | リーグ           | リーグ戦         | リーグ戦         | リーグ杯         | リーグ杯          | オープン杯       | オープン杯       | 期間通算         | 期間通算         |
| 年度             | クラブ           | 背番号           | リーグ           | 出場             | 得点             | 出場             | 得点              | 出場             | 得点             | 出場             | 得点             |
| 日本             | 日本             | 日本             | 日本             | リーグ戦         | リーグ戦         | リーグ杯         | リーグ杯          | 天皇杯           | 天皇杯           | 期間通算         | 期間通算         |
| ---------------- | ---------------- | ---------------- | ---------------- | ---------------- | ---------------- | ---------------- | ----------------- | ---------------- | ---------------- | ---------------- | ---------------- |
| 2018             | 長崎             | 18               | J1               | 5                | 0                | 5                | 0                 |                  |                  |                  |                  |
| 通算             | 日本             | 日本             | J1               | 5                | 0                | 5                | 0\|\|\|\|\|\|\|\| |                  |                  |                  |                  |
| 総通算           | 総通算           | 総通算           | 総通算           | 5                | 0                | 5                | 0\|\|\|\|\|\|\|\| |                  |                  |                  |                  |

## 代表歴

### 試合数
- 国際Aマッチ 6試合 0得点（2014年）[10]

| オーストラリア代表 | 国際Aマッチ | 国際Aマッチ |
| 年                 | 出場        | 得点        |
| ------------------ | ----------- | ----------- |
| 2014               | 6           | 0           |
| 通算               | 6           | 0           |

## タイトル
U-19オーストラリア代表
- AFF U-19ユース選手権: 2010